# Las Vegas, un couple
Pour plus de détails, voir Fiche technique et Distribution.
Las Vegas, un couple (The Only Game in Town) est un film américain réalisé par George Stevens, sorti en 1970. Il s'agit du dernier film du cinéaste. Le scénario de Frank D. Gilroy est tiré de sa pièce de théâtre, jouée à Broadway en 1968.
Bien que le scénario se déroule à Las Vegas, le film a été tourné entièrement en studio à Paris.

## Synopsis
Dans la ville de Las Vegas (États-Unis), Fran Walker (Elizabeth Taylor), danseuse en fin de carrière, fait la rencontre de Joe Grady (Warren Beatty), pianiste de bar et joueur compulsif, alors qu'elle attend un autre homme, son amant Thomas Lockwood, homme d'affaires de San Francisco.  Après cinq ans d’attente, il doit lui annoncer qu’il a enfin divorcé.
Au moment où Lockwood tient parole et est libre d'épouser sa maîtresse, elle découvre qu'elle est tombée amoureuse de Joe, qui a finalement accumulé assez d'argent pour réaliser son rêve de déménager à New York et commencer une nouvelle vie là-bas. Joe devra choisir entre une carrière possible à Manhattan ou un mariage avec Fran.

## Fiche technique
- Titre : Las Vegas, un couple
- Titre original : The Only Game in Town
- Réalisation : George Stevens, assisté de Robert Swink
- Scénario : Frank D. Gilroy d'après sa propre pièce
- Production : Fred Kohlmar et Jean Yaakov Szniten producteur associé (non crédité)
- Société de production : Twentieth Century Fox
- Photographie : Henri Decaë
- Montage : John W. Holmes (en), William Sands et Pat Shade
- Musique : Maurice Jarre
- Direction artistique : Herman A. Blumenthal et Auguste Capelier
- Décorateur de plateau : Walter M. Scott et Jerry Wunderlich (en)
- Costumes : Mia Fonssagrives et Vicki Tiel pour Elizabeth Taylor
- Réalisateur de seconde équipe : Robert Swink
- Scripte : Sylvette Baudrot[2]
- Pays d'origine : États-Unis
- Langue : anglais
- Format : Couleur - Son : Mono (Westrex Recording System)
- Genre : drame
- Durée : 113 minutes
- Date de sortie :
  - États-Unis : 21 janvier 1970
- Affiches : Raymond Elseviers (titre : La belle se joue à Las Vegas, Belgique), Boris Grinsson (France)

## Distribution
- Elizabeth Taylor : Fran Walker
- Warren Beatty (VF : Dominique Paturel) : Joe Grady
- Charles Braswell : Lockwood
- Hank Henry : Tony
- Olga Valery : Hooker